# Tarek Boudali
Tarek Boudali (1979. november 5. –) marokkói származású francia színész és humorista.

## Élete és pályafutása
Felsőfokú technikusi oklevelet (BTS) szerzett értékesítési területen. 2012-ben csatlakozott az M6-os En famille című sorozatához, ahol Kader, egy fiatal apa szerepét alakítja. Ezt követően filmes sikert aratott a 2014-ben bemutatott Babysitting – A felvigyázó című filmmel.
Philippe Lacheau, Élodie Fontan, Tarek Boudali, Reem Kherici és Julien Arruti alkotják a La Bande à Fifi nevű francia komédiás társulat tagjait.
2018-ban csatlakozott a Les Enfoirés zenei társulathoz.

## Filmográfia

### Film
Filmrendező, forgatókönyvíró és producer
| Év   | Magyar cím                 | Eredeti cím         | Feladatkör | Feladatkör |
| Év   | Magyar cím                 | Eredeti cím         | Rendező    | Író        |
| ---- | -------------------------- | ------------------- | ---------- | ---------- |
| 2014 | Babysitting – A felvigyázó | Babysitting         | Nem        | Igen       |
| 2017 | Hozzám jössz, haver?       | Épouse-moi mon pote | Igen       | Igen       |
| 2020 | 30 nap maximum             | 30 jours max        | Igen       | Igen       |
| 2023 | Eszeveszett küldetés       | 3 jours max         | Igen       | Igen       |

Filmszínész
| Év   | Magyar cím                     | Eredeti cím                          | Szerep     | Magyar hang     | Rendező          |
| ---- | ------------------------------ | ------------------------------------ | ---------- | --------------- | ---------------- |
| 2010 |                                | L'Italien                            | Karim      |                 | Olivier Baroux   |
| 2010 | Szívrablók                     | L'Arnacœur                           | Menedzser  | Bor László      | Pascal Chaumeil  |
| 2013 |                                | Paris à tout prix                    | Tarek      |                 | Reem Kherici     |
| 2014 | Babysitting – A felvigyázó     | Babysitting                          | Sam        | Mészáros András | Nicolas Benamou  |
| 2014 | Babysitting – A felvigyázó     | Babysitting                          | Sam        | Mészáros András | Philippe Lacheau |
| 2015 | Elmentek otthonról             | Babysitting 2                        | Sam        | Varga Gábor     | Nicolas Benamou  |
| 2015 | Elmentek otthonról             | Babysitting 2                        | Sam        | Varga Gábor     | Philippe Lacheau |
| 2017 | Alibi.com                      | Alibi.com                            | Mehdi      | Varga Gábor     | Philippe Lacheau |
| 2017 | Hozzám jössz, haver?           | Épouse-moi mon pote                  | Yassine    | Haumann Máté    | Tarek Boudali    |
| 2018 | Briliáns válás                 | Brillantissime                       | Ejtőernyős | Horváth Gergely | Michèle Laroque  |
| 2019 | Nicky Larson: Ölni vagy kölni? | Nicky Larson et le parfum de Cupidon | Pancho     | Hamvas Dániel   | Philippe Lacheau |
| 2020 | 30 nap maximum                 | 30 jours max                         | Rayane     | Welker Gábor    | Tarek Boudali    |
| 2021 | Badman – A nagyon sötét lovag  | Super-héros malgré lui               | Adam       | Fehér Tibor     | Philippe Lacheau |
| 2022 | Született hazudozó             | Menteur                              | Jérôme     | Mészáros András | Olivier Baroux   |
| 2023 | Alibi.com 2.                   | Alibi.com 2                          | Mehdi      | Varga Gábor     | Philippe Lacheau |
| 2023 | Eszeveszett küldetés           | 3 jours max                          | Rayane     | Fehér Tibor     | Tarek Boudali    |

### Televízió
| Év        | Cím        | Szerep              | Megjegyzések |
| --------- | ---------- | ------------------- | ------------ |
| 2012–2018 | En famille | Kader Ben Gazaouira | 285 epizód   |
| 2015      | Peplum     | Kleopátra bűnbakja  | 1 epizód     |

## Fordítás
- Ez a szócikk részben vagy egészben  a   Tarek Boudali című angol Wikipédia-szócikk fordításán alapul.  Az eredeti cikk szerkesztőit annak laptörténete sorolja fel. Ez a jelzés csupán a megfogalmazás eredetét és a szerzői jogokat jelzi, nem szolgál a cikkben szereplő információk forrásmegjelöléseként.